# Siegfried Luf von Kleve gen. von Kervenheim
Siegfried Luf von Kleve gen. von Kervenheim († 11. August 1340 oder 11. August 1342) war Dompropst in Münster.

## Leben

### Herkunft und Familie
Siegfried wuchs als Sohn des Edelherren Dietrich Luf von Kleve und Elisabeth von Virneburg in einem uralten Grafengeschlecht in der Grafschaft Kleve auf. Seine Schwester Agnes war verheiratet mit Wikbold von Lohn, Katharina mit Walram von Kessel, sein Bruder Johannes war Dompropst und Dietrich Graf von Hülchrath.

### Werdegang und Wirken
Er war 1313 als Kanoniker in Xanten tätig und folgte seinem Bruder Johannes nach dessen Tod im Jahre 1314 als Propst in Beckum und St. Ludgeri in Münster.
Er war Archidiakon in Beckum, Gildehaus, Bentheim, Nienborg und Saerbeck. Als Bischof Ludwig in märkische Gefangenschaft geriet, legte Siegfried den Eid als Stiftsverweser ab.
Als Dompropst nachweisbar ist er erst am 3. April 1327. Wahrscheinlich trat er aber bereits 1326, nach dem Tode seines Vorgängers Konrad von der Mark, in dieses Amt ein. Bei der Verleihung des Amtes kam es zu Unstimmigkeiten. Siegfried wurde nach Auffassung des Domkapitels zu Unrecht vom Bischof Ludwig eingesetzt. Es verzichtete jedoch auf die Rückgabe der verliehenen Ämter, da er ein naher Verwandter des Bischofs war und sein Bruder Johann im Kampf für das Stift Münster sein Leben gelassen hatte.
Sein Nachfolger Everhard von der Mark wurde 1339 Dompropst, so dass Siegfried sein Amt aufgegeben hat, denn er starb entweder am 11. August 1340 oder 1342.